# 인콰이어리
인콰이어리(L'Inchiesta, The Inquiry)는 스페인에서 제작된 지울리오 바스 감독의 2006년 영화이다. 다니엘레 리오티 등이 주연으로 출연하였고 풀비오 루치사노 등이 제작에 참여하였다.

## 출연

### 주연
- 다니엘레 리오티
- 돌프 룬드그렌

### 조연
- 모니카 크루즈
- 흐리스토 쇼포프
- 막스 폰 시도우
- 페르난도 길리언 쿠에르보
- F. 머레이 아브라함
- 델리아 보카르도
- 안나 카나키스
- 엔리코 로 베르소
- 지울리오 바스
- 오르넬라 무티

## 제작진
- 공동제작: 지안프란코 피어란토니
- 미술: 카멜로 어게이트
- 의상: 카를로 포기오리
- 배역: 샤일라 루빈